# Kirkuk kormányzóság

Kirkuk kormányzóság elhelyezkedése Irakban

Kirkuk kormányzóság (arab betűkkel محافظة كركوك [Muḥāfaẓat Kirkūk]) Irak 18 kormányzóságának egyike az ország északi részén. 1976-2006 között az at-Tamím („Államosítás”) nevet viselte, utalva az olajmezők államosítására. Északon a kurdisztáni Erbíl, keleten a szintén kurd Szulejmánijja, délen és nyugaton pedig Szaláh ed-Dín kormányzóság határolja. Székhelye Kirkuk városa.

## Fordítás
Ez a szócikk részben vagy egészben  a(z)   كركوك (محافظة) című arab Wikipédia-szócikk fordításán alapul.  Az eredeti cikk szerkesztőit annak laptörténete sorolja fel. Ez a jelzés csupán a megfogalmazás eredetét és a szerzői jogokat jelzi, nem szolgál a cikkben szereplő információk forrásmegjelöléseként.